# Malčín
Malčín (en allemand : Maltschin) est une commune du district de Havlíčkův Brod, dans la région de Vysočina, en Tchéquie. Sa population s'élevait à 205 habitants en 2020.

## Géographie
Malčín se trouve à 5 km au nord-est de Světlá nad Sázavou, à 13 km au nord-ouest de Havlíčkův Brod, à 34 km au nord-nord-ouest de Jihlava et à 86 km à l'est-sud-est de Prague.
La commune est limitée par Habry et Tis au nord, par Skuhrov à l'est, par Lučice et Pohleď au sud, et par Příseka, Služátky et Kunemil à l'ouest.

## Histoire
La première mention écrite de la localité date de 1358.

## Administration
La commune se compose de deux quartiers :
- Malčín
- Dobrá Voda